# Martina Kessel
Martina Kessel (* 11. September 1959 in Werdohl) ist eine deutsche Historikerin.

## Leben und Wirken
Martina Kessel studierte Geschichtswissenschaft, Politikwissenschaft und Amerikanistik in Köln, München und an der University of Maryland, College Park (Master of Arts) und promovierte in München. Ihre Habilitationsschrift (FU Berlin 1998) erschien in leicht gekürzter Fassung unter dem Titel Langeweile. Zum Umgang mit Zeit und Gefühlen in Deutschland vom späten 18. bis zum frühen 20. Jahrhundert.
1996–97 war sie Fellow am Institute for Advanced Study in Princeton, 1998 wurde sie Professorin für Neuere Geschichte an der Universität Bielefeld, mit einer Gastprofessur für Europäische und Deutsche Geschichte an der University of Toronto 2005/2006 und einem Forschungsstipendium der Gerda-Henkel-Stiftung 2010/2011.
Martina Kessel gehört zum Wissenschaftlichen Beirat des Deutschen Historischen Instituts Paris. Sie ist Vorstandsmitglied der Bielefeld Graduate School in History and Sociology und Mitglied im Netzwerk Frauen- und Geschlechterforschung NRW, in dem sie von 2000 bis 2003 gemeinsam mit Wiebke Kolbe als Bundeskoordinatorin des Arbeitskreises Historische Frauen- und Geschlechterforschung fungierte.
Kessel arbeitet vorwiegend zur deutschen und europäischen Geschichte des 19. und 20. Jahrhunderts. Sie behandelt die Themen Internationale Beziehungen im 20. Jahrhundert, Kulturgeschichte und Geschlechtergeschichte vom 18. bis 20. Jahrhundert, Krieg und Gewalt in der Moderne, Identitätsbildung durch Inklusion und Exklusion in modernen Gesellschaften sowie Theoriefragen.

## Schriften
- (Hrsg. mit Patrick Merziger): The Politics of Humour. Laughter, Inclusion, Exclusion in the Twentieth Century. University of Toronto Press, Toronto 2012.
- Westeuropa und die deutsche Teilung. Englische und französische Deutschlandpolitik auf den Außenministerkonferenzen von 1945 bis 1947. Oldenbourg, München 1989.
- Langeweile. Zum Umgang mit Zeit und Gefühlen in Deutschland vom späten 18. bis zum frühen 20. Jahrhundert. Wallstein, Göttingen 2001.
- (Hrsg. mit Christoph Conrad): Geschichte schreiben in der Postmoderne. Beiträge zur aktuellen Diskussion. Reclam, Stuttgart 1994.
- (Hrsg. mit Christiane Eifert u. a.): Was sind Frauen, was sind Männer? Geschlechterkonstruktionen im historischen Wandel. Suhrkamp, Frankfurt a. M. 1996.
- (Hrsg. mit Christoph Conrad): Kultur & Geschichte. Neue Einblicke in eine alte Beziehung. Reclam, Stuttgart 1998.
- (Hrsg.): Kunst, Geschlecht, Politik. Männlichkeitskonstruktionen und Kunst im Kaiserreich und in der Weimarer Republik. Campus, Frankfurt a. M. 2005.
- Gewalt und Gelächter. ‚Deutschsein‘ 1914–1945. Franz Steiner, Stuttgart 2019.